# Thư viện công cộng Almería
Thư viện công cộng Almería là một thư viện công cộng nằm ở Almería, Tây Ban Nha.

## Liên kết
- Thư viện công cộng Almería